# Albert Abrams
Albert Abrams (ur. 8 grudnia 1863 w San Francisco, zm. 13 stycznia 1924 tamże)  – amerykański lekarz, który zasłynął jako twórca budzącej kontrowersje „radioniki”. Opracował urządzenia rzekomo zdolne do diagnozowania i leczenia z niezwykłą skutecznością.
W 1878 roku rozpoczął naukę w Medical College of the Pacific, gdzie w 1881 roku uzyskał amerykański tytuł medyczny. a po nauczeniu się języka niemieckiego tego samego roku wyjechał do Heidelbergu, gdzie kontynuował studia na tamtejszym uniwersytecie, kończąc je w 1882 roku. Chociaż dokumenty uczelni potwierdzają jego pobyt, brak dowodów na to, że rzeczywiście uzyskał tam tytuł doktora, jak sam twierdził. Później kontynuował edukację w Londynie, Berlinie, Wiedniu i Paryżu, a w 1883 roku zdobył tytuł doktora medycyny (M.D.) w Cooper College. Abrams posługiwał się także tytułem LL.D., rzekomo przyznanym przez „University of Portland”, choć istnienie takiej uczelni nie jest potwierdzone.
Od 1893 do 1898 roku był profesorem patologii w Cooper Medical College w San Francisco. W 1898 roku zrezygnował z pełnionej funkcji – najprawdopodobniej z powodu nacisków związanych z kontrowersjami dotyczącymi jego metod, które zostały uznane za szarlatanerię. 
Pod koniec XIX wieku Abrams cieszył się uznaniem jako lekarz i neurolog, pełnił funkcje przewodniczącego oraz wiceprzewodniczącego w różnych stowarzyszeniach medycznych: w 1889 roku został wybrany na wiceprezydenta Kalifornijskiego Towarzystwa Medycznego, a w 1893 roku został prezydentem Medyczno-Chirurgicznego Towarzystwa w San Francisco.
Na początku XX wieku stał się szanowanym ekspertem w dziedzinie neurologii, a od 1904 roku objął stanowisko dyrektora Polikliniki Emanuela w San Francisco, jednak jego ekscentryczne podejście do medycyny zaczęło wzbudzać podejrzenia w środowisku naukowym. Eksperymenty Abramsa z hipnotyzmem i jego publikacje zyskały reputację bardziej znachorskich niż medycznych. Dodatkowe kontrowersje budziły wynalazki Abramsa, których konstrukcja była tak „delikatna”, że nie można było ich otworzyć do badań, a sam sprzęt oraz szkolenia były bardzo kosztowne, stanowiąc źródło dużych zysków.
Początkowo cieszył się dużym uznaniem w środowisku medycznym dzięki swoim pionierskim badaniom, w tym nad zastosowaniem promieni rentgenowskich w diagnostyce kardiologicznej. W 1910 roku odszedł od ortodoksji medycznej, publikując książkę na temat techniki medycznej, którą nazwał spondyloterapią. Była to jego wersja chiropraktyki i osteopatii, które w tamtym czasie były postrzegane jako „kulty” przez środowisko medyczne. W 1916 roku przedstawił teorię tzw. elektronowych reakcji Abramsa (ERA), według której elektrony miały być podstawowym elementem życia, a ich wibracje odzwierciedlały stan zdrowia człowieka. 
Abrams twierdził, że choroby można leczyć poprzez generowanie wibracji o częstotliwości odpowiadającej danej chorobie. Choć jego metody i urządzenia cieszyły się popularnością, zostały szybko uznane za fałszerstwa przez środowiska medyczne, co udowodniono w wielu przypadkach.
Abrams był aktywny zarówno w USA, jak i Europie, gdzie zakładał kliniki i prowadził wykłady. W Polsce jego metody leczenia cieszyły się popularnością, zwłaszcza wśród członków i sympatyków Polskiego Towarzystwa Teozoficznego oraz organizacji takich jak Związek Jutrzenki/Zakon Gwiazdy.
Albert Abrams zmarł 13 stycznia 1924 roku w San Francisco na odoskrzelowe zapalenie płuc.

## Publikacje
- The Electronic Reactions of Dr. Abrams [and other writings]; Manual of clinical diagnosis (1891)[3];
- Clinical diagnosis (1894)[3];
- Transactions of the Antiseptic Club (1895)[3];
- Diseases of the heart (1900)[3];
- Diseases of the heart: Their Diagnosis and Treatment (1900)[3];
- Scattered leaves from a physician's diary (1900)[3];
- Nervous breakdown: its concomitant evils: its prevention and cure, a correct technique of living for brain workers (1901)[3];
- The Blues (splanchnic neurasthenia): Causes and Cure (1904)[3];
- Man and his poisons: a practical exposition of the causes, symptoms and treatment of self-poisoning (1906)[3];
- Diagnostic Therapeutics (1910)[3];
- Spondylotherapy (1910)[3];
- Spondylotherapy; spinal concussion and the application of other methods to the spine in the treatment of disease (1910)[3];
- Progressive spondylotherapy (1913)[3];
- A summary of new clinico-physiologic and reflexologic data: with an appendix on the physiological physics of the various forms of force (1913)[3];
- New concepts in diagnosis and treatment (1916)[3].